# طلاکاری

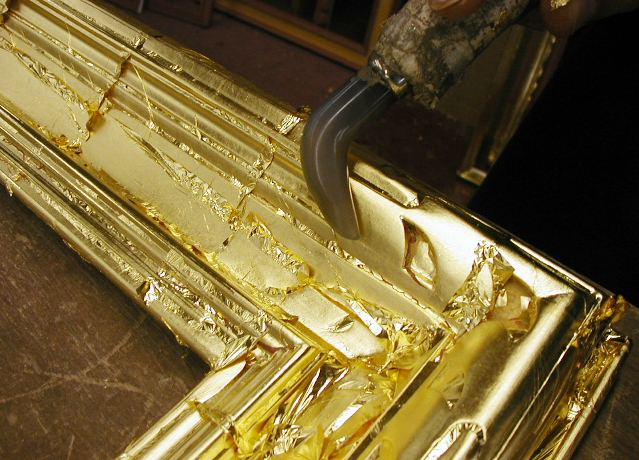
قاب طلاکاری شده با ورق طلا، آماده برای پرداخت با ابزار مهره عقیق

طلاکاری یا مطلاکاری (به انگلیسی: Gilding) روشی برای تزئین سطوح جامد مانند فلز (رایج‌ترین)، چوب، ظروف چینی یا سنگ، با استفاده از یک پوشش بسیار نازک از طلا بر روی آن اجسام است. در لغت، شی طلاکاری شده به عنوان «مطلا» نیز توصیف می‌شود.
در طلاکاری فلزات، به‌طور سنتی در غرب فلز زیرین نقره ای بود، تا اشیایی با نقره طلا (یا ورمیل) ساخته شود، اما در چین معمولاً از برنز به عنوان فلز زیرین طلاکاری استفاده می‌شود، که در غرب به آن اورمولو می‌گویند. روش‌های مطلاکاری شامل استفاده از دست و چسباندن، به‌طور معمول از ورق طلا، مطلاکاری شیمیایی و آبکاری می‌شود. مطلاهای جزئی فقط در بخشی از سطوح خود طلاکاری می‌شوند. این به این معناست که برای مثال تماماً از داخل، و به هیچ وجه از خارج، طلاکاری شده است مانند جام (ظرف) یا سایر ظروف مطلاکاری شده مشابه، این الگوها با استفاده از ترکیبی از مناطق طلاکاری شده و مناطق غیرطلاکاری شده ساخته شده می‌شوند.
مطلاکاری با هزینه‌ای اندک نسبت به تولید یک قطعه طلا، به یک شی جلوه‌ای طلایی می‌بخشد. علاوه بر این، یک قطعه طلای جامد اغلب برای استفاده عملی خیلی نرم یا سنگین است. علاوه بر آن سطح طلاکاری شده مانند نقره لکه دار نمی‌شود.

## منشأ و گسترش

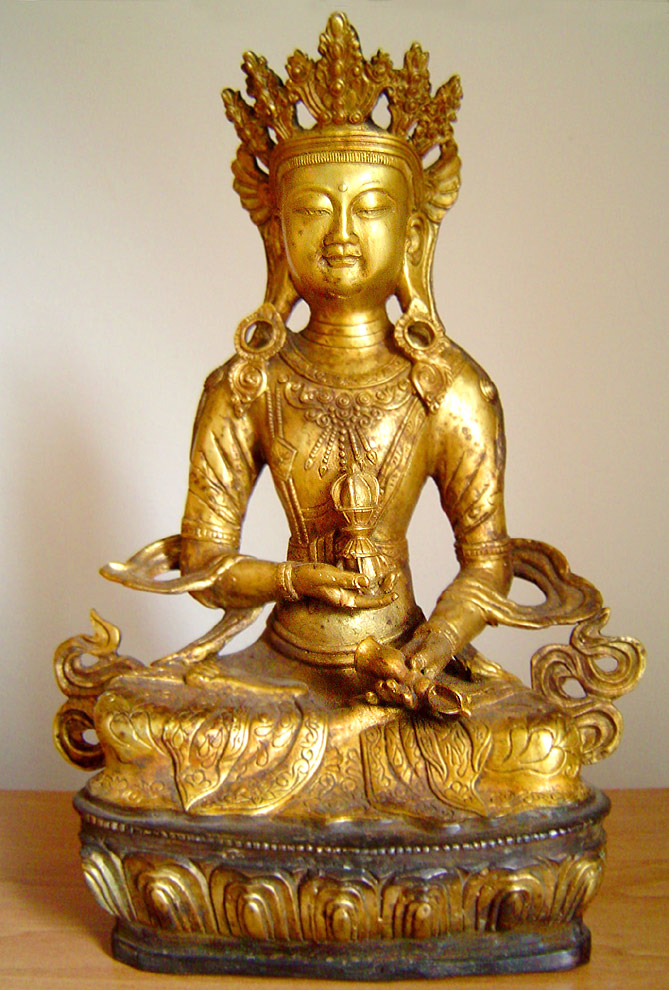
مجسمهٔ یک بوداسف تبتی که به روش مطلاکاری ساخته شده است.

مصریان باستان چوب و فلزات را طلاکاری می‌کردند و این مسئله توسط هرودوت تاریخ‌نگار یونانی مطرح شده بود در حالی که بعدها بسیاری از این اشیا تاکنون حفاری شدند. یونانیان باستان برخی از مجسمه‌های با ارزش خود را با طلا (به عنوان لباس) و عاج (به عنوان گوشت) می‌ساختند. گرچه آنان با ورق‌های طلا در الوار چوب ساخته شده‌اند، نه اینکه طلاکاری شده باشند. از مطلاکاری تزئینی گسترده نیز در پیش دروازه‌های رومی استفاده شده است. پلینی بزرگ اشاره کرده است که در روم پس از تخریب کارتاژ، که تحت حکمرانی لوسیوس مومیوس بود، رومی‌ها شروع به مطلاکاری سقف معابد و کاخ‌های خود کردند و پایتخت (رم) اولین جایی است که مطلاکاری در آن انجام شده است.. اما او اضافه می‌کند که تجمل به سرعت در آنها پیشرفت کرده است به‌طوری که در مدت زمان کمی ممکن است همه، حتی افراد خصوصی و فقیر، دیوارها، طاق‌ها و سایر قسمت‌های خانه‌های آنها را طلاکاری کنید. با توجه به ضخامت نسبی برگ طلا که در مطلاکاری باستان به کار رفته است، آثار باقی مانده از آن بسیار درخشان و محکم است. طلاکاری فلز با آتش حداقل به قرن چهارم پیش از میلاد برمی گردد و برای پلینی (۳۳٬۲۰٬۶۴–۵)، ویتروویوس (۸٬۸٬۴) و در اوایل قرون وسطی تا تئوفیلوس شناخته شده بود. (کتاب سوم De Diversis Artibus)
در اروپا همواره، نقره مطلا کاری شده بیشتر از طلاکاری برنز رواج داشته است، اما در چین برعکس این مسئله وجود دارد. چینی‌های باستان چنان مطلاکاری ظروف چینی را توسعه دادند که بعداً توسط سفالگران فرانسوی و سایر اهالی اروپا مورد استفاده قرار گرفت.
مطلاکاری مدرن بر روی سطوح مختلف و متنوع و با فرایندهای مختلف اعمال می‌شود. روشهای مطلاکاری مدرن در قسمت آبکاری طلا مورد بررسی قرار گرفته‌اند. تکنیک‌ها و روشهای کهن هنوز قسمت عمده ای از ساخت قاب عکس و هنوز گاهی در نجاری، کابینت کاری، نقاشی تزئینی و دکوراسیون داخلی، صحافی و چرم زینتی و تزئینات ظروف سفالی، چینی و شیشه استفاده می‌شود.

### مکانیکی

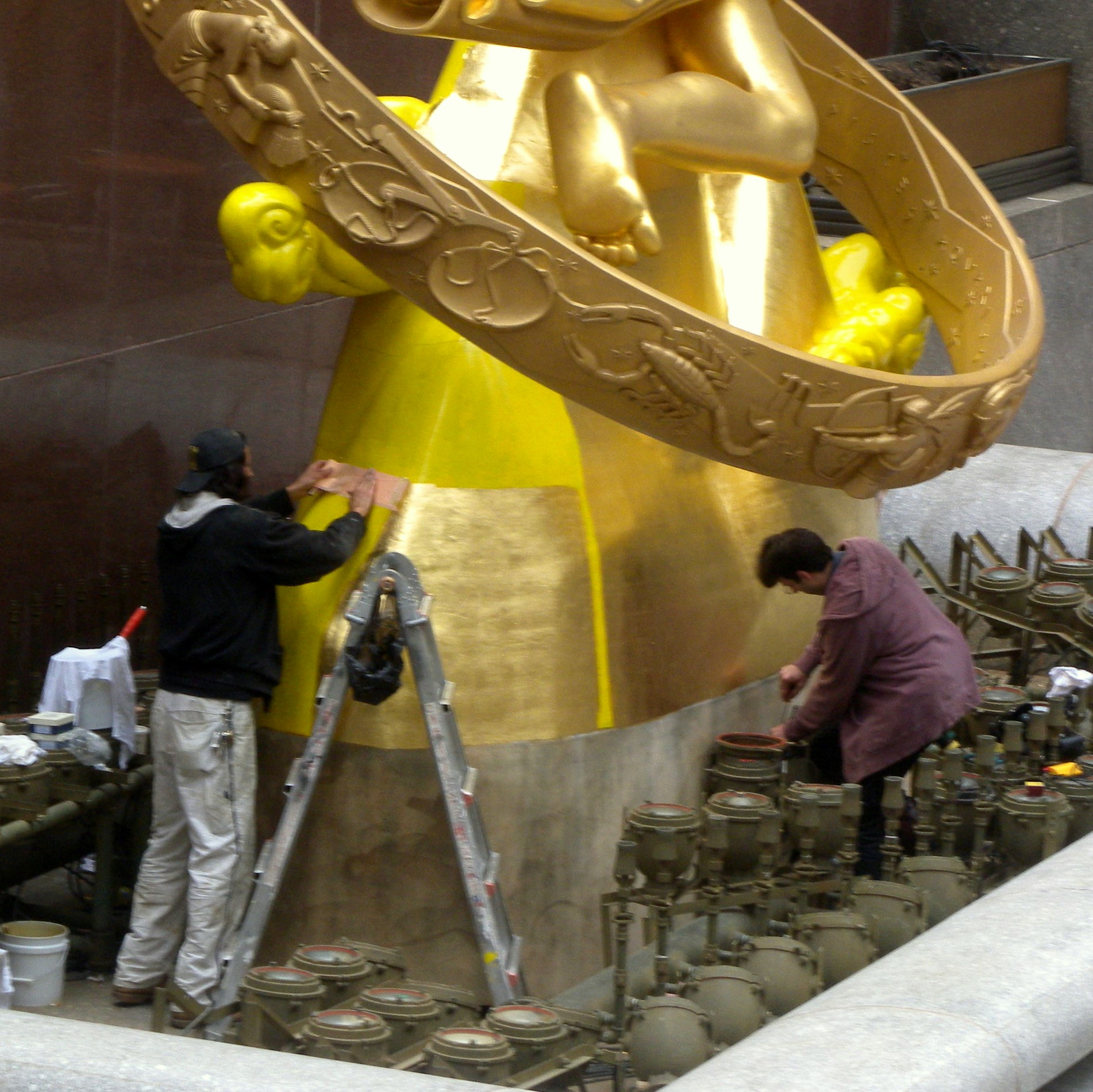
مرمت تندیس پرومتئوس

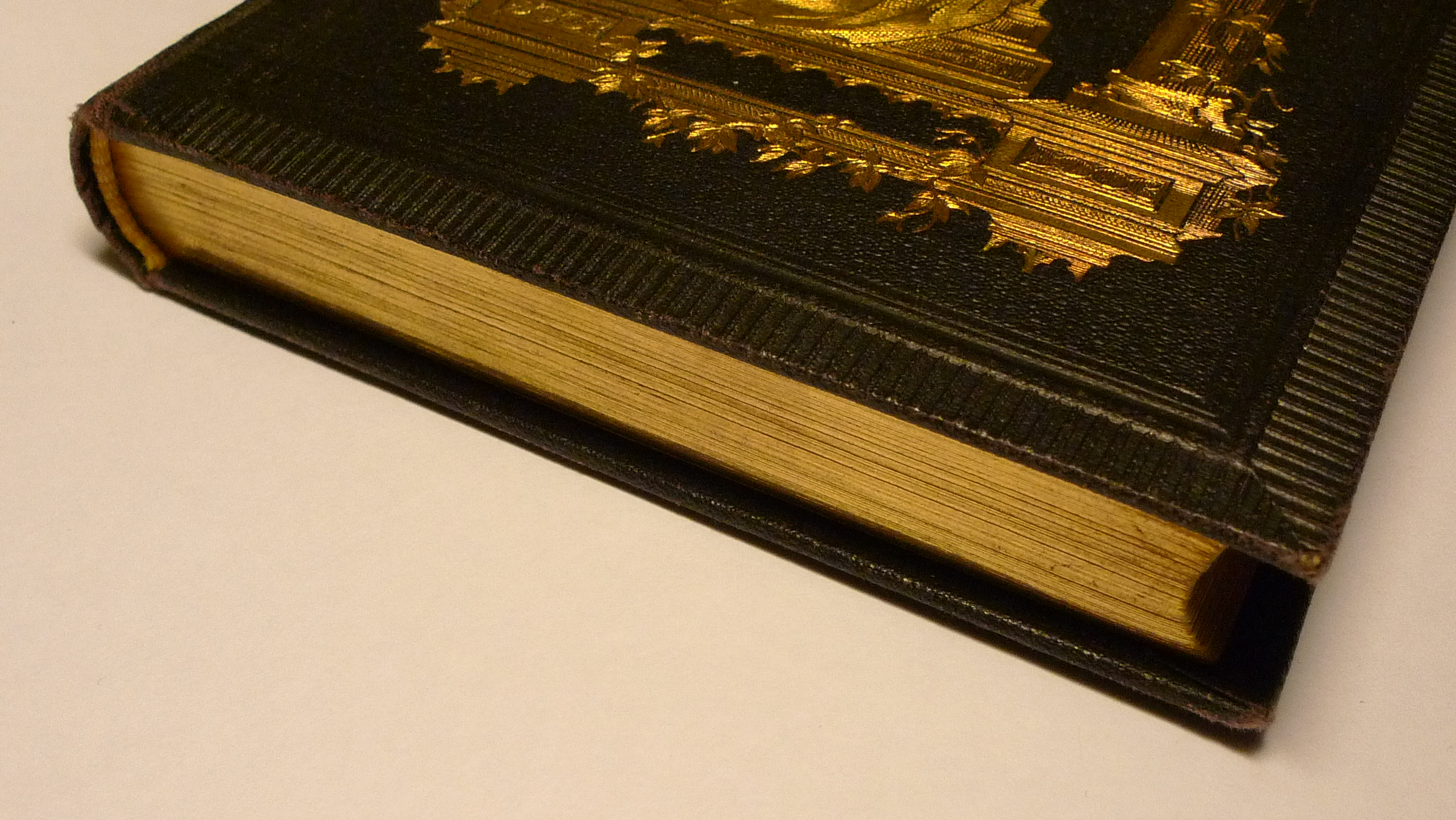
لبه‌های صفحه طلاکاری شده روی یک کتاب.

طلاکاری مکانیکی شامل تمام عملیات‌هایی است که در آن ابتدا ورقه طلا تهیه می‌شود و سپس فرایندهای اتصال مکانیکی طلا بر روی سطوح اجرا می‌شود. این روش‌ها شامل پرداخت‌کاری (صیقل‌کاری)، مطلاکاری با آب و مطلاکاری با روغن که توسط منبت کاران و تذهیب چوب استفاده می‌شود. و کارهای تذهیب دکوراتور خانه، نقاشی تابلو، صحافی، رنگ آمیزی کاغذ و چندین مورد دیگر.
آهن، فولاد و سایر فلزات مطلاکاری شده با استفاده از ورق طلا بر روی سطح فلز در دماهای کمتر از ذوب و فشار دادن ورق طلا بر روی آن طلاکاری می‌شوند، سپس در صورت قرار دادن ورق اضافی دوباره گرم می‌شوند. این فرایند با پرداخت‌کاری سرد به پایان می‌رسد.
پوشاندن سطح با ورق یا فویل طلا ساده‌ترین و قدیمی‌ترین روش مطلاکاری است، همان‌طور که در کتاب اودیسه هومر (BK VI، 232) و عهد عتیق ذکر شده است. برای نمونه اثر یافت شده در جنوب عراق(Ram in a ticket) که حدود ۲۶۰۰–۲۴۰۰ قبل از میلاد در اور از این روش روی چوب استفاده می‌کند، و در زیر آن یک لایه نازک قیر برای کمک به چسبندگی وجود دارد.
پیشرفت‌های بعد دو فرایند ساده را شامل می‌شد. مورد اول ورق طلایی است که چکش خورده یا به صورت به ورق‌های نازک تبدیل می‌شود. ورق طلا امروزه معمولاً نازک‌تر از کاغذ استاندارد است و هنگامی که در مقابل نور نگه داشته می‌شود نیمه شفاف است. در دوران باستان ضخامت ورق طلا تقریباً ده برابر ورق‌های امروزی و شاید نیمی از آن ضخامت در قرون وسطی بود.
در مطلاکاری روی پارچهٔ بوم یا چوب طلاکاری می‌شد سطح آن اغلب ابتدا با ژسو پوشانده می‌شد. "ژسو" ماده ای است که از سنگ گچ یا گچ ریز آسیاب شده با چسب مخلوط تولید می‌شود. هنگامی که پوشش ژسو اعمال شد، پس از خشک شدن و صیقلی کردن سطحش، با دوباره مرطوب شدن توسط ماده‌ای از جنس چسب پوست خرگوش و آب یا روغن کتان پخته شده مخلوط شده با لیتارژ سایزینگ می‌شود بدین معنی که از الیافی استفاده می‌شود که از نفوذ آب جلوگیری کنند. ("مطلاکاری با آب"، که باعث می‌شود سطح مطلا مانند آینه صیقلی شود) کسانی که روی بوم و پوست کار می‌کنند، گاهی اوقات سفیده تخم مرغ ("لعاب")، صمغ یا بول ارمنی را به عنوان اندازه به کار می‌برند، اگرچه سفیده و صمغ هر دو به مرور زمان شکننده می‌شوند و باعث ترک خوردن و جدا شدن برگ طلا می‌شوند، و بنابراین بعضی اوقات عسل به آنها افزوده می‌شود تا انعطاف پذیرتر شوند.
یکی دیگر از فرایندهای مطلاکاری استفاده از طلا به عنوان رنگدانه است هنرمند طلا را به صورت یک پودر ریز درآورد و آن را با یک چسب مانند صمغ عربی مخلوط کرده تا به صورت رنگ قابل استفاده باشد. این رنگ، گلد شل نیز نامیده می‌شود، و مانند دیگر رنگها استفاده می‌شود. گاهی اوقات، پس از مطلاکاری با رنگ یا ورق، هنرمند قطعه را به اندازه کافی گرم می‌کند تا طلا را کمی ذوب کند، و از یک رویه یکنواخت اطمینان حاصل کند. این تکنیک‌ها تنها گزینه‌های جایگزین برای موادی مانند چوب، چرم، صفحات حجمی نسخه‌های خطی و موجودی لبه‌های طلائی بودند.

### شیمیایی

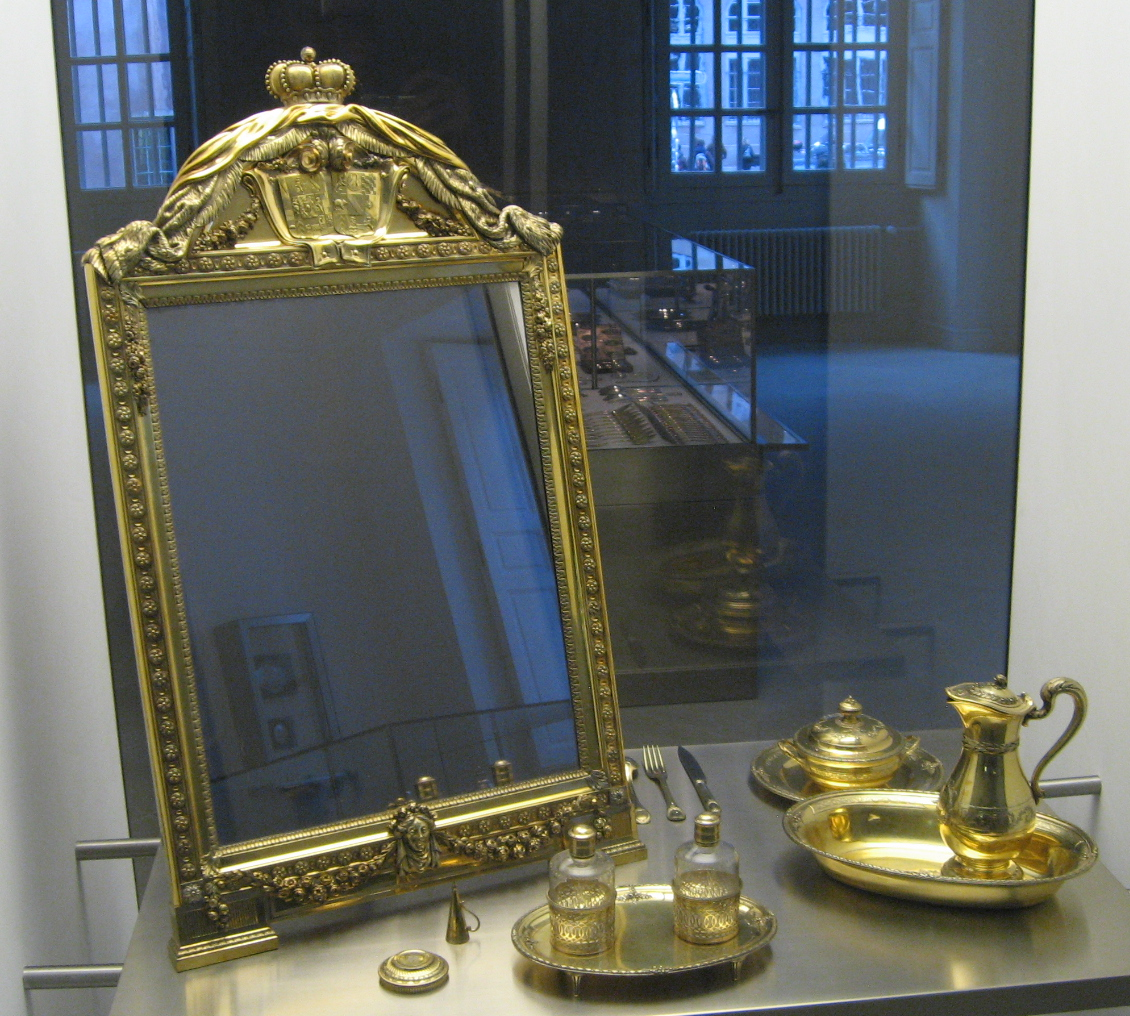
نقره مطلاکاری شده در موزه هنر، استراسبورگ

مطلاکاری شیمیایی فرایندهایی را در بر می‌گیرد که در آن بر روی طلا یک واکنش شیمیایی انجام می‌شود. که شامل:

#### سرد
در این فرایند، طلا با اندازه دانه‌های بسیار ریز از طریق نیروهای مکانیکی در قطعه مطلا کاری می‌شود. مطلاکاری سرد روی نقره با محلول طلا در تیزاب سلطانی انجام می‌شود و به‌طوری که یک پارچه کتان محلول فروبرده شده و سپس سوزانده می‌شود و خاکستر آن به قطعهٔ نقره با دست یا چوب فشار داده می‌شود.

#### مرطوب
مطلاکاری مرطوب با استفاده از محلول رقیق کلرید طلا (III) حل شده در تیزاب سلطانی با دو برابر مقدار اتر معمول انجام می‌شود. مایعات هم زده می‌شوند و سپس مدتی رها می‌شوند. بدین ترتیب اتر در بالای محلول شناور می‌شود. سپس کل مخلوط در یک قیف جدا کننده با یک روزنه کوچک ریخته می‌شود و بعد از استراحت محلول، وقتی اسید از انتهای ظرف خارج شود، طلای محلول در اتر جدا خواهد شد. اتری که تمام طلای محلول در اسید را گرفته است، ممکن است برایم طلاکاری آهن یا فولاد استفاده شود، در اینجا فلز را با گل مینا و شراب Aqua vitae جلا و صیقل می‌هند. سپس اتری که برس کوچک اعمال می‌کنند طلا را رسوب می‌دهد که اکنون می‌توان آن را گرم کرد و صیقل داد. برای ارقام ظریف کوچک، می‌توان از قلم یا برس دانه ریز برای قرار دادن محلول اتر استفاده کرد. کلرید طلا (III) همچنین می‌تواند در آب در آبکاری بدون الکترود حل شود که در آن طلا به آرامی از محلول روی سطح مطلا می‌نشیند. با این روش می‌توان صفحات شیشه را با نقره تبدیل به آینه کرد که به آن «طلاکاری انجل» می‌گویند.

#### آتش
در مطلاکاری با آتش (طلاکاری واش) یک ملغمه طلا بر روی سطوح فلزی اعمال می‌شود، سپس جیوه که یک ماده فرار در دمای اتاق است از ملغمه جدا شده و یک فیلم از ملغمه طلا حاوی ۱۳ تا ۱۶٪ جیوه باقی می‌ماند. برای تهیه این ملغمه طلا را که به ورق‌های نازک و قطعات ریز تبدیل شده را حرارت می‌دهند سپس در محلول پیش گرم شده جیوه می‌ریزند به‌طوری که دودی از آن ساطع شود. با هم زدن این محلول با میلهٔ آهنی طلا تماماً جذب می‌شود. نسبت جیوه به طلا به‌طور کلی شش یا هشت به یک است. هنگامی که ملغمه سرد شد، آن محلول را از چرم بزکوهی اروپایی عبور می‌دهند تا جیوه اضافی را جدا کند. طلا با حدود دو برابر وزن جیوه، پشت سر مانده و یک توده نقره ای مایل به زرد با قوام کره را تشکیل می‌دهد.
در صورتی که فلزی که مطلاکاری می‌شود سطحی غیر هموار داشته باشد باید قبل از ریختن ملغمه روی آن سطحش را با جیوه بپوشانیم تا ملغمه راحتر پخش شود اما اگر سطح فلز ساده است نیازی نیست. اگر چنین آماده‌سازی ای نبود، سطح فلز با اسید نیتریک پاک می‌شود. رسوب جیوه با استفاده از آب شیرین آب، محلول نیترات جیوه (II)، حمله اسید نیتریک به فلزی که به آن اعمال می‌شود، و در نتیجه یک فیلم از جیوه فلزی آزاد، بر روی یک سطح فلزی بدست می‌آید.
ملغمه باید به صورت یکسان در تمام سطح فلز آماده شده پخش شود و بعد از آن با حرارت مناسب حرارت دهی شود در غیر اینصورت ممکن است در هنگام فرار کردن جیوه از سطح مقداری طلا کنده شده و اصطلاحاً فلز کچل شود. هنگامی که جیوه تبخیر شد، و سطح آن کاملاً به رنگ زرد مبهم شناخته می‌شود، فلز باید عملیات دیگری را طی کند، که به وسیله آن رنگ طلای ریز به آن داده می‌شود. ابتدا سطح طلاکاری شده را با یک برس خراشیده از سیم برنج مالش می‌دهند، تا سطح آن صاف شود.
سپس فلز مطلاکاری با موم پوشانده می‌شود و دوباره در معرض آتش قرار می‌گیرد تا موم بسوزد. موم مطلاکاری مرکب است از موم زنبور عسل مخلوط با برخی از مواد زیر: گل آخری، رنگدانه سبز، پولک مسی، آلوم، ویترول، و بوره. با این روش رنگ مطلا بهتر می‌شود و مقداری بیشتری جیوه نسبت به گذشته فرار می‌کند. سپس سطح طلاکاری شده با نیترات پتاسیم، آلوم یا سایر نمک‌ها پوشانده شده، با هم آسیاب شده و به صورت خمیر با آب یا آمونیاک ضعیف مخلوط می‌شود. قطعه فلزی که بدین ترتیب پوشانده می‌شود در معرض گرما قرار گرفته و سپس در آب خاموش می‌شود.
در این روش کیفیت رنگ بهبود پیدا کرده و به رنگ طلا نزدیک تر می‌شود احتمالاً به علت حذف ذرات مس که ممکن است در سطح مطلا باقی مانده باشند. این فرایند، وقتی به طرز ماهرانه ای انجام می‌شود، استحکام و زیبایی قابل توجهی تولید می‌کند، اما به دلیل قرار گرفتن کارگران در معرض بخارات جیوه، بسیار ناسالم است. همچنین جیوه زیادی به جو زمین وارد می‌شود که نگرانی‌های زیست‌محیطی بسیار جدی را نیز به همراه دارد.
این روش مطلاکاری فلزات سابقاً فراگیر بود، اما بعد از آشنایی با سمی بودن جیوه دیگر از آن استفاده نشد. از آنجا که در مطلاکاری با آتش جیوه فرار می‌کند تا طلا بر روی سطح آن باقی بماند، بسیار خطرناک است. تنفس بخارات تولید شده توسط این فرایند می‌تواند به سرعت منجر به مشکلات جدی بهداشتی، مانند آسیب عصبی و اختلالات غدد درون ریز شود، زیرا استنشاق یک مسیر بسیار کارآمد برای ورود ترکیبات جیوه به بدن است. این فرایند به‌طور کلی با آبکاری طلا بر روی یک بستر نیکل جایگزین شده است، که دارای صرفه اقتصادی و خطر کمتری است.

#### تخلیه
در مطلاکاری به روش تخلیه، یک فرایند اختلاط در دوران پیشاکلمبی آمریکای میانه کشف شد، مقالات به تکنیک‌های مختلف استفاده از آلیاژ مس و طلا دراین رابطه اشاره می‌کنند، که توسط اسپانیایی‌ها به نام تومباگا نامگذاری شده است. سطح ماده با اسیدها تیزاب کاری شده و در نتیجه سطحی از طلای متخلخل ایجاد می‌کند. سطح متخلخل سپس صیقل کاری می‌شود که نتیجهٔ آن سطح براق طلایی خواهد بود. این نتایج کنکیستادورها را فریب داد و گمان کردند به حجم زیادی از طلای خالص رسیده‌اند. نتایج باستان شناسان مدرن را متحیر کرد، زیرا در ابتدا قطعات به مقالات آبکاری شده شباهت داشتند. Keum-boo یک روش خاص کره ای برای تذهیب نقره است که از تذهیب تخلیه استفاده می‌کند.

### سرامیک

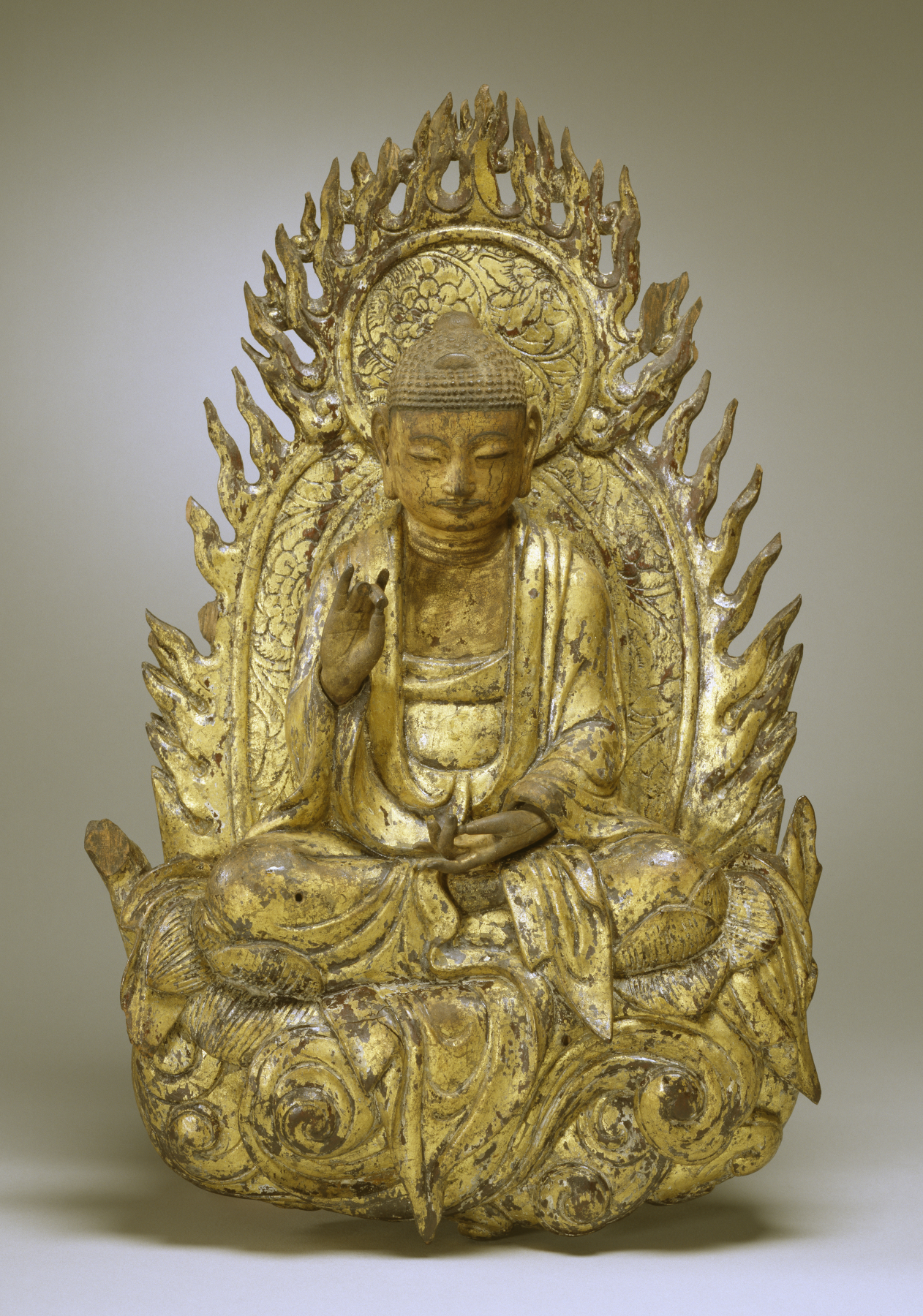
بودا، قرن شانزدهم، روی چوب طلاکاری شده است. موزه هنر والترز.

مطلاکاری سرامیک‌های تزئینی قرن هاست که به خاطر دوام و درخشش طلا مورد توجه طراحان قرار گرفته است. هر دو ظروف چینی و سفالی به صورت معمول توسط طلا تزئین می‌شوند، در اواخر دههٔ ۷۰ میلادی در گزارشی ارائه شد که ۵ تن طلا برای مطلاکاری سرامیک استفاده شده است. حتی بعضاً در کاشی‌های دیواری نیز از مطلاکاری استفاده می‌شود. روش‌های مختلفی از جمله اسپری کردن، برس زنی، ماشین‌های نساجی برای قرار دادن طلا روی سرامیک وجود دارد. بعد از جایگذاری طلا بر روی سرامیک رد کوره قرار داده می‌شود تا از کیفیت و استحکام آن مطمئن شوند. موارد متعددی از اشکال و کمپوزیت‌ها برای مطلاکاری سرامیک در دسترس است و این موارد عبارتند از:
- مطلاکاری با اسید اچ - در دهه ۱۸۶۰ در مینتونز، استوک آن ترنت توسعه یافته و در سال ۱۸۶۳ به ثبت رسیده است. سطح لعاب، معمولاً یک مرز باریک، با مقاومت مومی مانند چاپ می‌شود، پس از آن لعاب با اسید هیدروفلوئوریک رقیق قبل از استفاده از طلا اچ می‌شود، پس از آن عناصر برجسته طرح به‌طور انتخابی از بین می‌روند تا روشن و سطح مات؛ این فرایند مهارت زیادی می‌طلبد و فقط برای تزئین ظروف از بالاترین کلاس استفاده می‌شود.[۸]
- طلای روشن یا طلای مایع محلول سولفورینات طلا همراه با سایر رزین‌های فلزی و شار مبتنی بر بیسموت است. هنگامی که از کوره تزئینات کشیده می‌شود بسیار روشن است و بنابراین به پردازش بیشتری نیاز دارد. این شکل از مطلاکاری توسط هاینریش روسلر اختراع یا حداقل بهبود یافته است. از ترکیبات رودیم برای بهبود اتصال به بستر استفاده می‌شود.
- Burnish Gold یا Best Gold به عنوان سوسپانسیون پودر طلا در روغنهای اساسی مخلوط با بوروسیلیکات سرب یا شار مبتنی بر بیسموت بر روی ظروف اعمال می‌شود. این نوع تزئینات طلا همان‌طور که از کوره گرفته شده کیفیت سطحی مناسب ندارد و برای بیرون آوردن رنگ آن نیاز به برشکاری، معمولاً با عقیق دارد. همان‌طور که از نام آن پیداست بالاترین کیفیت در تزئینات طلا محسوب می‌شود. گزارش شده است که یک ترکیب طلای بدون برش از حلال شامل ۱۰ تا ۴۰٪ پودر طلا، ۲ تا ۲۰٪ پلی وینیل پیرولیدون، ۳ تا ۳۰٪ یک رزین آکریلات آبی و ۵ تا ۵۰٪ آب است.[۹]